# San Cristóbal (Burgos)
San Cristóbal es un barrio de la localidad de Burgos. 

## Enlaces
- Mapa de los Barrios de Burgos